# Jane the Virgin
Jane the Virgin ist eine US-amerikanische Dramedy-Fernsehserie, die lose auf der venezolanischen Telenovela Juana la virgen von Perla Farías basiert. Die Serie dreht sich um die junge, religiöse Latina Jane, die versehentlich künstlich befruchtet wird, obwohl sie noch jungfräulich ist. Produziert wurde die Serie von 2014 bis einschließlich 2019 von CBS Television Studios und Warner Bros. Television für den Fernsehsender The CW. Die Erstausstrahlung in den USA erfolgte am 13. Oktober 2014 bei The CW. Die deutschsprachige Erstausstrahlung sendet sixx seit dem 6. Juli 2015.
Im April 2018 wurde die Serie um eine fünfte und auch finale Staffel verlängert.

## Handlung
Die 23-jährige Studentin Jane Gloriana Villanueva will Autorin werden und arbeitet als Lehrkraftgehilfin. Sie ist noch Jungfrau. Von ihrer Großmutter hat sie gelernt: Telenovelas sind die beste Unterhaltung und man muss seine Jungfräulichkeit bewahren. Sie hält sich an diese Regel, weil sie nicht wie ihre Mutter Xiomara schon so jung Mutter werden will. Ihr Verlobter Michael, der bei der örtlichen Kriminalpolizei arbeitet, akzeptiert dies und ist bereit, bis zur Hochzeitsnacht mit dem Sex zu warten. Um finanziell über die Runden zu kommen, jobbt Jane in einem Hotel in Miami.
Auf einer Veranstaltung dieses Hotels trifft sie auf Rafael, den sie vor fünf Jahren schon einmal getroffen und geküsst hatte. Am nächsten Tag hat Jane einen Termin bei ihrer Frauenärztin, um einen Abstrich nehmen zu lassen. Dr. Alver ist jedoch nicht ganz bei der Sache, da sie ihre Frau am Vorabend mit ihrer Affäre erwischt hatte, und verwechselt die Zimmernummern, weshalb Jane aus Versehen künstlich befruchtet wird, was sie jedoch nicht direkt mitbekommt, da sie kurz eingeschlafen ist. Wie sich zwei Wochen später herausstellt, ist Jane schwanger. Der Vater ist niemand geringeres als Rafael, der Hotelerbe von vor fünf Jahren, der seinen Samen vor einer Chemotherapie hatte einfrieren lassen. Da Rafael und seine Frau Petra in einer Ehekrise stecken, wollte Petra sich von Rafaels Schwester, Dr. Alver, befruchten lassen. Jane muss sich entscheiden, ob sie das Kind behalten will oder nicht. Verkompliziert wird ihr Entscheidungsprozess durch die unterschiedlichen Interessen ihres Verlobten Michael, des biologischen Vaters des Kindes und dessen Ehefrau Petra.
Während Michael Roman, Rafaels besten Freund, beschattet, findet er heraus, dass dieser eine Affäre mit Petra hat. Roman wird später jedoch von Petras  Mutter, Magda, ermordet, weshalb Petra Rafael die Affäre verschweigt. Dieser findet es jedoch trotzdem heraus und möchte die Scheidung. Da die beiden noch nicht fünf Jahre verheiratet sind, würde Petra auf Grund eines Ehevertrages keinen Anteil des Vermögens bekommen; dies versucht sie jedoch mit allen Mitteln zu verhindern, unter anderem schlägt ihre Mutter ihr ein blaues Auge, wofür sie jedoch Rafael anzeigt. Später kann er dies jedoch mithilfe einer Angestellten widerlegen und trennt sich endgültig von Petra.
Jane erfährt unterdessen auch von Petras Affäre und berichtet dies Michael, da sie deshalb beschließt, das Baby nicht Rafael zu geben. Als sie allerdings herausfindet, dass Michael bereits über die Affäre Bescheid wusste, fühlt sie sich verletzt und trennt sich von ihm, da sie sich ursprünglich versprochen hatten, ehrlich zu sein. Am Abend trifft sie Rafael, welcher sich über seine Gefühle für Jane klar geworden ist, und die beiden küssen sich.
Am Ende der ersten Staffel ist Jane Mutter eines Jungen geworden, den sie Mateo Gloriano Rogelio Solano-Villanueva nennt.

## Produktion
Ende Juni 2013 gab The CW bekannt, die venezolanische Telenovela Juana la virgen für den US-amerikanischen Markt zu adaptieren. Im Februar 2013 besetzte man die Hauptrolle der Jane mit Gina Rodriguez. Als männlicher Hauptdarsteller wurde Justin Baldoni gecastet. Am 8. Mai 2014 bestellte der Sender eine erste 13-teilige Staffel. Daraufhin wurden Bridget Regan, Azie Tesfai und Michael Rady für Nebenrollen gecastet. Noch vor Ausstrahlung der ersten Folge wurden weitere Drehbücher bestellt. Eine Aufstockung der Episodenanzahl auf 22 Episoden erfolgte am 21. Oktober 2014. Im Januar 2015 wurde die Serie um eine zweite Staffel verlängert.

## Besetzung und Synchronisation
Die deutsche Synchronisation entsteht nach einem Dialogbuch von Claudia Frese-Otto, Solveig Duda sowie Stephanie Kellner und unter der Dialogregie von Duda durch die Synchronfirma Scalamedia in München.

### Hauptbesetzung
| Rollenname                     | Schauspieler   | Hauptrolle                      | Nebenrolle | Synchronsprecher       |
| ------------------------------ | -------------- | ------------------------------- | ---------- | ---------------------- |
| Jane Gloriana Villanueva       | Gina Rodriguez | 1.01–5.19                       |            | Katharina Schwarzmaier |
| Rafael Solano                  | Justin Baldoni | 1.01–5.19                       |            | Johannes Raspe         |
| Michael Cordero, Jr. aka Jason | Brett Dier     | 1.01–3.11, 5.01–5.07, 5.17–5.18 | 3.20, 4.17 | Benedikt Weber         |
| Xiomara „Xo“ Villanueva        | Andrea Navedo  | 1.01–5.19                       |            | Solveig Duda           |
| Petra Solano/Anezka            | Yael Grobglas  | 1.01–5.19                       |            | Maren Rainer           |
| Alba Villanueva                | Ivonne Coll    | 1.01–5.19                       |            | Keine (O-Ton)          |
| Rogelio de la Vega             | Jaime Camil    | 1.01–5.19                       |            | Patrick Schröder       |
| Erzähler                       | Anthony Mendez | 1.01–5.19                       |            | Thomas Wenke           |

### Nebenbesetzung
| Rollenname            | Schauspieler      | Nebenrolle      | Synchronsprecher         |
| --------------------- | ----------------- | --------------- | ------------------------ |
| Young Jane            | Jenna Ortega      | 1.01–4.06       | Lilia Duda               |
| Rose                  | Bridget Regan     | 1.01–5.19       | Melanie Manstein         |
| Dr. Luisa Alver       | Yara Martinez     | 1.01–5.19       | Stephanie Kellner        |
| Magda                 | Priscilla Barnes  | 1.01–5.19       | Dagmar Dempe             |
| Lina                  | Diane Guerrero    | 1.01–5.19       | Farina Brock             |
| Roman Zazo/Aaron Zazo | Alano Miller      | 1.01–1.19, 4.13 | Patrick Roche            |
| Nadine Hansan         | Azie Tesfai       | 1.01–2.10       | Shandra Schadt           |
| Billy Cordero         | Ryan Devlin       | 1.01–1.12       | Martin Halm              |
| Luca                  | Brian Dare        | 1.02–4.13       | Felix Auer               |
| Emilio Solano         | Carlo Rota        | 1.02–1.14       | Ekkehardt Belle          |
| Lt. Armstrong         | Greg Collins      | 1.03–3.01       | Crock Krumbiegel         |
| Lachlan Moore         | Michael Rady      | 1.04–2.11       | Hubertus von Lerchenfeld |
| Valeria               | Vanessa Merrell   | 1.06, 2.01–2.22 | Leslie-Vanessa Lill      |
| Victoria              | Veronica Merrell  | 1.06, 2.01–2.22 | Janne Wetzel             |
| Schwester Margaret    | Leslie Simms      | 1.06–2.01       | Marion Hartmann          |
| Milos                 | Max Bird-Ridnell  | 1.09–2.06       | Matthias Klie            |
| Scott                 | Wes Armstrong     | 1.12–3.20       | Matthias Ransberger      |
| Dina Milagro          | Judy Reyes        | 1.12–3.09       | Carin C. Tietze          |
| Andie                 | Rachel DiPillo    | 1.16–1.19       | Eva-Maria Reichert       |
| Elena Di Nola         | Fabiana Udenio    | 1.18, 2.08–3.03 |                          |
| Teen Xiomara          | Catherine Toribio | 2.03–2.20       |                          |
| Young Mateo           | Dennis Mencia     | 2.03–2.22, 4.17 |                          |
| Susanna Barnett       | Megan Ketch       | 2.04–2.22       | Laura Maire              |
| Jonathan Chavez       | Adam Rodriguez    | 2.06–2.12, 4.11 |                          |
| Adriana Chavando      | Angie Cepeda      | 2.10–2.16, 3.06 | Tatjana Pokorny          |
| Derek Ruvelle         | Mat Vairo         | 2.14–2.21       | Tim Schwarzmaier         |
| Marlene Donaldson     | Melanie Mayron    | 2.15–3.16, 4.11 |                          |
| Patricia Cordero      | Molly Hagan       | 2.15–3.10, 4.07 |                          |
| Dennis Chambers       | Christopher Allen | 3.01–3.19       | Felix Auer               |
| Director              | Norma Maldonado   | 3.02, 4.03–4.15 |                          |
| Catalina              | Sofia Pernas      | 3.05–3.09       | Janina Dietz             |
| Bruce                 | Ricardo Chavira   | 3.06–3.15       | Ole Pfennig              |
| Darci Factor          | Justina Machado   | 3.07–4.15       | Christine Stichler       |
| Eileen                | Elisabeth Röhm    | 3.10–3.20       |                          |
| Chuck                 | Johnny Messner    | 3.11–3.20       |                          |
| Adam                  | Tyler Posey       | 3.20–4.06       | Tim Schwarzmaier         |
| Jane Ramos            | Rosario Dawson    | 4.08–5.19       | Kathrin Gaube            |
| River Fields          | Brooke Shields    | 4.10–5.19       | Claudia Lössl            |

## Ausstrahlung
Vereinigte Staaten
Die erste Staffel der Serie wurde vom 13. Oktober 2014 bis zum 11. Mai 2015 im Anschluss an The Originals ausgestrahlt. Die zweite Staffel wird seit dem 12. Oktober 2015 ausgestrahlt.
Im Januar 2017 wurde die Serie um eine vierte Staffel verlängert. Diese wird seit dem 13. Oktober 2017 ausgestrahlt.
Im Jahr 2018 wurde eine fünfte, finale Staffel gedreht, die 2019 ausgestrahlt wurde.
Deutschland
Die Ausstrahlungsrechte der Serie liegen bei der ProSiebenSat.1 Media. Diese sendet die ersten beiden Staffeln vom 6. Juli 2015 bis zum 11. August 2016, in Doppelfolgen auf sixx. Seit dem 14. Mai 2020 wird die dritte Staffel auf Joyn Primetime ausgestrahlt.
Alle fünf Staffeln sind bei Rtl+ verfügbar.

## Auszeichnungen und Nominierungen
Golden Globe Award
- 2015: Nominierung in der Kategorie Beste Serie – Komödie oder Musical
- 2015: Gewinner in der Kategorie Beste Serien-Hauptdarstellerin – Komödie oder Musical für Gina Rodriguez
- 2016: Nominierung in der Kategorie Beste Serien-Hauptdarstellerin – Komödie oder Musical für Gina Rodriguez
- 2017: Nominierung in der Kategorie  Beste Serien-Hauptdarstellerin – Komödie oder Musical für Gina Rodriguez